# 蕾切尔·林奇
蕾切尔·林奇（英語：Rachael Lynch，1986年7月2日—），澳大利亚女子曲棍球运动员。她曾代表澳大利亚参加2010年、2014年和2018年英联邦运动会曲棍球比赛，获得二枚金牌和一枚银牌。她也曾参加2016年和2020年夏季奥运会。